# Pengmarengo yangi
Espèce
Pengmarengo yangi est une espèce d'araignées aranéomorphes de la famille des Salticidae.

## Distribution
Cette espèce est endémique de Hainan en Chine. Elle se rencontre dans le xian de Ledong.

## Description
Le mâle holotype mesure 3,07 mm et la femelle paratype 3,67 mm.

## Étymologie
Cette espèce est nommée en l'honneur de Yuan-fa Yang.

## Publication originale
- Wang & Li, 2022 : « A new genus and nine species of jumping spiders from Hainan Island, China (Araneae, Salticidae). » ZooKeys, no 1118, p. 38-72 (texte intégral).